# Gornja Garešnica
Gornja Garešnica – wieś w Chorwacji, w żupanii bielowarsko-bilogorskiej, w gminie Berek. W 2011 roku liczyła 157 mieszkańców.